# Andrew Kevin Walker
Andrew Kevin Walker (né le 14 août 1964 à Altoona en Pennsylvanie, aux États-Unis) est un scénariste américain.

## Biographie
Alors qu'il travaille dans un magasin de disques Tower Records, il passe trois ans à écrire Seven. Il tente alors de joindre le célèbre scénariste David Koepp pour qu'il le lise, mais parvient seulement à joindre son assistant. Celui-ci montre le scénario à son patron, qui met Andrew Kevin Walker en relation avec David Fincher qui cherchait justement un petit film de genre bien troussé.
Par la suite il travailla régulièrement avec David Fincher, faisant du script doctoring non crédité sur The Game et Fight Club. Dans ce dernier film, les policiers Andrew, Kevin et Walker, ont été ainsi nommés pour le remercier de son travail.
Il a travaillé sur le scénario de l'adaptation cinématographie du Surfeur d'argent. Par ailleurs, au début des années 2000, il écrit le script du projet Batman contre Superman qui devait être mis en scène par Wolfgang Petersen, mais qui est finalement abandonné.
Ses relations houleuses avec Joel Schumacher (qui réalisa 8 millimètres à partir de son scénario) ont beaucoup fait parler. Il écrit ensuite le scénario de Wolfman, remake de Le Loup-garou (1941), qui sort en 2010.

## Filmographie
Sauf indication contraire, les informations mentionnées dans cette section peuvent être confirmées par la base de données cinématographiques IMDb,  présente dans la section « Liens externes ».

### Scénariste
- 1989 : Les Contes de la crypte (Tales from the Crypt) (série TV) - saison 5,  épisode 8 Well Cooked Hams
- 1994 : Brainscan de John Flynn
- 1995 : Souvenirs de l'au-delà (Hideaway) de Brett Leonard
- 1995 : Seven de David Fincher
- 1997 : Expériences interdites (Perversions of Science) (série TV) - saison 1, épisode 7
- 1997 : The Game de David Fincher (participation non créditée)
- 1999 : 8 Millimètres (8mm) de Joel Schumacher
- 1999 : Fight Club de David Fincher (participation non créditée)
- 1999 : Sleepy Hollow : La Légende du cavalier sans tête (Sleepy Hollow) de Tim Burton
- 1999 : Hypnose de David Koepp (participation non créditée[1])
- 2001 : The Hire : Ambush (court métrage publicitaire pour BMW réalisé par John Frankenheimer)
- 2002 : The Hire : The Follow (court métrage publicitaire pour BMW réalisé par Wong Kar-wai)
- 2010 : Wolfman (The Wolfman) de Joe Johnston
- 2022 : Contrecoups (Windfall) de Charlie McDowell
- 2022 : Love, Death & Robots -  volume 3, épisode 2 Mauvais voyage de David Fincher
- 2023 : The Killer de David Fincher

### Acteur
- 1995 : Oink (court métrage) de Rand Ravich : un employé
- 1995 : Seven de David Fincher : un cadavre au début du film
- 2002 : Panic Room de David Fincher : le voisin somnolant
- 2009 : Logorama (court métrage) de H5 : Pringles Hot & Spicy (voix)

## Distinctions
Source : Internet Movie Database

### Récompenses
- Saturn Awards 1996 : meilleur scénario pour Seven
- Fantasporto 1996 : meilleur scénario pour Seven

### Nominations
- British Academy Film Awards 1996 : meilleur scénario original pour Seven
- Saturn Awards 2000 : meilleur scénario pour Sleepy Hollow : La Légende du cavalier sans tête